# Málinec (zapora wodna)
Zapora wodna Málinec (słow. Hrádza Málinec) – zapora wodna w południowej Słowacji, która piętrząc wody rzeki Ipola tworzy zbiornik wodny Málinec. Zarządza nią Słowackie Przedsiębiorstwo Gospodarki Wodnej (Slovenský vodohospodársky podnik - SVP).

## Położenie
Zapora znajduje się ok. 2,5 km powyżej centrum wsi Málinec w kraju bańskobystrzyckim, w powiecie Poltár. Wznosi się na 18 kilometrze biegu Ipoli, w miejscu, w którym jej dolina ma stosunkowo szerokie, płaskie dno, lecz dość strome stoki.

## Charakterystyka
Zapora grawitacyjna typu ciężkiego, ziemna z rdzeniem z materiału gliniasto-ilastego, z zewnętrznym kamiennym narzutem. Prosta, długość w koronie 620 m. Wysokość nad gruntem 48 m (z fundamentami 53 m). Objętość zapory 2,2 mln m³. Zaopatrzona jest w czerpnię wody użytkowej, upusty denne oraz przelew powodziowy.
Zapora posiada niewielką elektrownię wodną z jedną turbiną Peltona o mocy 47 kW, pracującą przy spadzie w granicach 36–48 m (maksymalny przepływ 0,12 m³/s).

## Historia
Koncepcja budowy zapory i zbiornika powstała w drugiej połowie l. 70. XX w. w związku z przewidywanym wzrostem zapotrzebowania na wodę pitną w powiatach położonych w dorzeczu Ipoli (Poltár, Łuczeniec, Rimavská Sobota i Veľký Krtíš). Prace budowlane zaczęto 1 kwietnia 1986 r., a cały kompleks (zapora, zbiornik, ujęcia wody, zabudowania techniczne) oddano do użytku 21 stycznia 1994 r. Budowę prowadziła firma Váhostav a.s. z Żyliny. Koszt budowy zapory wraz ze zbiornikiem wyniósł ok. 1,7 miliardów ówczesnych koron słowackich.